# Rocketeer
„Rocketeer“ je píseň americké hip-hopové skupiny Far East Movement. Píseň pochází z jejich druhého studiového alba Free Wired. Produkce se ujmuli producenti Stereotypes a The Smeezingtons. S tím jim pomohl zpěvák Ryan Tedder, který je členem skupiny OneRepublic.

## Hitparáda
| Země        | Umístění |
| ----------- | -------- |
| Kanada      | 25       |
| Nový Zéland | 4        |
| USA         | 23       |